# LEDA 2210902
LEDA/PGC 2210902 ist eine Spiralgalaxie im Sternbild Jagdhunde am Nordsternhimmel. Sie ist schätzungsweise 824 Mio. Lichtjahre von der Milchstraße entfernt. Im selben Himmelsareal befinden sich u. a. die Galaxien NGC 4109, NGC 4111, NGC 4117, NGC 4118.